# Wirtel-Spargel
Der Wirtel-Spargel (Asparagus verticillatus) ist eine Pflanzenart aus der Gattung Spargel (Asparagus) in der Familie der Spargelgewächse (Asparagaceae).

## Merkmale
Wirtel-Spargel ist ein spreizklimmend kletternder Halbstrauch, der Wuchshöhen von 75 bis 250 Zentimeter erreicht. Die Scheinblätter sind scharf gerippt, haben einen papillös rauen Rand sowie einen deutlich dreikantigen Durchmesser und messen 10 bis 60 × 0,5 bis 0,7 (selten bis 1,2) Millimeter. Sie sind zu 10 bis 20 (selten ab 5) am Knoten angeordnet. Die Blattgrund-Dornen sind 3 bis 5 Millimeter lang. Die Blütenhülle ist halbkugelig und 4 Millimeter lang. Der Blütenstiel ist bis zu 5 Millimeter lang. Die Beeren haben einen Durchmesser von 8 Millimeter und sind schwarz.
Die Blütezeit reicht von Mai bis Juni.
Die Chromosomenzahl beträgt 2n = 20.

## Vorkommen
Wirtel-Spargel kommt in Rumänien, auf dem Balkan, im Kaukasus, in der Ukraine, in der Nord- und Zentral-Türkei, im Nordost-Irak, im West- und Nord-Iran und in Südwest-Turkmenien in lichten Eichenwäldern und Gebüschen an Flüssen vor.

## Nutzung
Wirtel-Spargel wird selten als Zierpflanze für Hecken, Gehölze und Rankgerüste genutzt. Die Art ist seit spätestens 1752 in Kultur.